# Верешть (Келераш)
Верешть, Верешті (рум. Vărăști) — село у повіті Келераш в Румунії. Входить до складу комуни Доробанцу.
Село розташоване на відстані 73 км на схід від Бухареста, 28 км на захід від Келераші, 133 км на захід від Констанци.

## Населення
За даними перепису населення 2002 року у селі проживали 1233 особи.
Національний склад населення села:
| Національність | Кількість осіб | Відсоток |
| -------------- | -------------- | -------- |
| румуни         | 1221           | 99,0%    |
| цигани         | 12             | 1,0%     |

Рідною мовою назвали:
| Мова      | Кількість осіб | Відсоток |
| --------- | -------------- | -------- |
| румунська | 1221           | 99,0%    |
| циганська | 12             | 1,0%     |